# Rubid
Rubid (Rb, łac. rubidium) – pierwiastek chemiczny z grupy metali alkalicznych układu okresowego.

## Charakterystyka

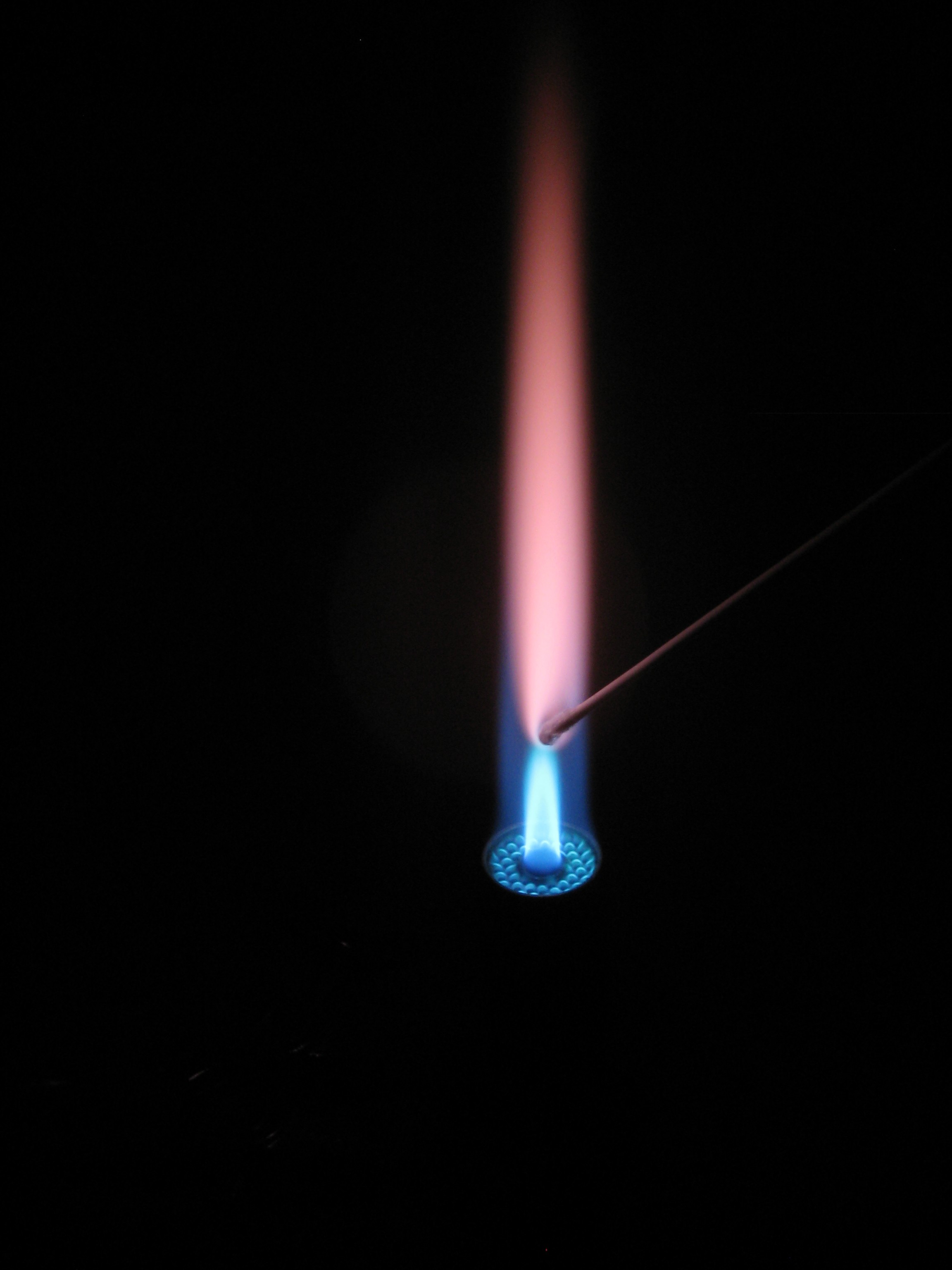
Barwienie płomienia przez związek rubidu

Rubid ma 29 izotopów z przedziału mas 74–102 o okresie półtrwania minimum 1 ms. Trwały jest tylko 85Rb. W naturalnym składzie izotopowym tego pierwiastka oprócz 85Rb (72,2%) występuje jeszcze długożyciowy izotop 87Rb (27,8%, t1/2 ≈ 50 mld lat).
W postaci czystej rubid jest bardzo miękkim, ciągliwym metalem o srebrzysto-szarym połysku. Jego własności chemiczne są zbliżone do potasu (który jest mniej reaktywny od rubidu) oraz cezu (który jest bardziej reaktywny). Jest drugim po cezie najbardziej elektrododatnim z nieradioaktywnych metali alkalicznych (X = 0,82). Topi się w temperaturze 39,3°C. Tworzy amalgamat z rtęcią oraz stopy ze złotem, żelazem, cezem, sodem i potasem, ale nie z litem. Na powietrzu zapala się samorzutnie, z wodą reaguje wybuchowo. Ma bardzo małą energię jonizacji wynoszącą 406 kJ/mol.
Kationy Rb+ barwią płomień na kolor fioletowo-różowy. Odróżnienie od bardzo podobnej barwy płomienia potasu wymaga spektroskopu.

## Występowanie
Występuje w skorupie ziemskiej w ilości 90 ppm. Minerałami o relatywnie wysokiej zawartości rubidu są lepidolit i karnalit.

## Odkrycie
Został odkryty w 1861 roku przez R. Bunsena i G. Kirchhoffa w Heidelbergu metodą analizy widmowej. Robert Bunsen otrzymał rubid po raz pierwszy w postaci czystej za pomocą reakcji chlorku rubidu z potasem.

## Znaczenie biologiczne
Niektóre jego sole, podobnie jak sole litu, mają działanie stymulujące ośrodkowy układ nerwowy. Dawniej podejmowano próby zastosowania soli rubidu w lecznictwie psychiatrycznym (w chorobie afektywnej).

## Zastosowania techniczne

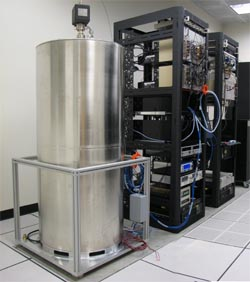
Rubidowy zegar atomowy w U.S. Naval Observatory

Znane są jego tlenki, sole kwasów nieorganicznych i kilkaset kompleksów metaloorganicznych, jednak żaden z tych związków nie odgrywa praktycznej roli.
W roku 1995 izotop 87Rb został wykorzystany do uzyskania kondensatu Bosego-Einsteina.
Stosowany jest, w niewielkich ilościach, jako domieszka do półprzewodników stosowanych w fotokomórkach, dodatek do specjalnych gatunków szkła oraz jako komponent zegarów atomowych.